# SonarSource
SonarSource es una empresa que desarrolla software de código abierto para la calidad y seguridad continuas del código fuente. SonarSource fue fundada por Olivier Gaudin, Freddy Mallet y Simon Brandhof en 2008, y tiene su sede en Ginebra, Suiza. La compañía ofrece tres productos: SonarQube, SonarCloud y SonarLint. SonarQube es un producto de núcleo abierto para el análisis de código estático, con características adicionales que se ofrecen en ediciones comerciales. SonarCloud ofrece análisis gratuito de proyectos de código abierto. SonarLint es una extensión IDE gratuita para análisis estático. SonarSource tiene más de 6.000 clientes, incluidos eBay, Bank of America y BMW. 

## Características
SonarSource proporciona productos de seguridad y calidad de código para detectar problemas de capacidad de mantenimiento, confiabilidad y vulnerabilidad en 27 lenguajes de programación, incluidos Python, Java, C #, JavaScript, C/C ++, COBOL.
En mayo de 2020, SonarSource anunció que compraría RIPS Technologies, su primera adquisición. RIPs es una startup de seguridad de código con sede en Alemania.

## Respaldo financiero
En 2016, la compañía recaudó $45 millones de dólares en fondos de Insight Venture Partners, una firma de inversión estadounidense.